# Y sólo tú
 Y sólo tú, Espanha, no Festival Eurovisão da Canção 1981
"Y sólo tú" (E só tu (em português) foi a canção escolhida para representar a Espanha no no Festival Eurovisão da Canção 1981, interpretada em espanhol por Bachelli. A referida canção tinha letra e música de Amado Jaen e orquestrada por Juan Barcons.
A canção espanhola foi a décima a ser interpretada no certame (depois da canção francesa cantada por Jean Gabilou e antes da canção holandesa cantada por Linda Williams. No final da votação, recebeu 38 pontos e classificou-se em 14.º lugar (entre 20 países participantes.
A canção é uma balada romântica sobre um homem que está apaixonado e que só está feliz quando está junto dela, nada lhe faz ficar tão feliz "Nada es igual si tú no estás" ("Nada é o mesmo quando não estás")